# Balkh Airlines
Balkh Airlines — прежняя афганская авиакомпания со штаб-квартирой в городе Мазари-Шариф, выполнявшая чартерные пассажирские и грузовые перевозки по аэропортам страны.
Компания была основана в 1996 году бывшим полевым командиром генералом Абудлом-Рашидом Дустумом в качестве возможного конкурента правительственной авиакомпании Афганистана Ariana Afghan Airlines.

## Флот
В августе 2006 года воздушный флот авиакомпании Balkh Airlines состоял из одного самолёта:
- 1 Boeing 727-100